# Conotrachelus inexplicatus
Conotrachelus inexplicatus – gatunek chrząszcza z rodziny ryjkowcowatych.

## Zasięg występowania
Ameryka Południowa i Północna, występuje w Ekwadorze, Kolumbii, Wenezueli oraz w Ameryce Środkowej.

## Budowa ciała
Przednia krawędź pokryw znacznie szersza od przedplecza; na pokrywach podłużne garbki.
Ubarwienie ciała brązowe z dużymi, nieregularnymi plamami w przednich i  tylnych końcach pokryw oraz po bokach przedplecza.